# Сафонова Гора
Сафонова Гора — деревня в Няндомском районе Архангельской области.

## География
Находится в юго-западной части Архангельской области на расстоянии приблизительно 6 км на запад-юго-запад по прямой от административного центра района города Няндома.

## История
В 1873 году здесь было учтено 15 дворов, в 1905 — 20. Тогда деревня входила в Каргопольский уезд Олонецкой губернии. До 2022 года входила в Няндомское городское поселение до его упразднения.

## Население
Численность населения: 81 человек (1873 год), 139 (1905), 5 (русские 80 %) в 2002 году, 2 в 2010.